# Beleihungsunterlagen
Beleihungsunterlagen (in der Schweiz und Österreich: Belehnungsunterlagen) sind im Kreditwesen alle für die Beleihung von Kreditsicherheiten erforderlichen Dokumente, die letztlich der Sicherheitenbewertung und Festsetzung des Beleihungswerts dienen.  

## Allgemeines
Beleihungsunterlagen gehören zu den Kreditunterlagen, die einem Kreditinstitut zusammen mit oder nach dem Kreditantrag einzureichen sind. Sie bilden eine wesentliche Grundlage bei der Kreditentscheidung.
Die vom Kreditnehmer dem Kreditgeber einzureichenden Beleihungsunterlagen werden meist im Kreditvertrag konkret aufgezählt. Sie gehören zu den Auszahlungsvoraussetzungen von Krediten, die ohne Einreichung der Unterlagen nicht ausgezahlt werden können. Diese Abhängigkeit der Auszahlung von der Einreichung der geforderten Beleihungsunterlagen wird rechtstechnisch meist durch eine aufschiebende Bedingung erreicht. Beleihungsunterlagen dienen der rechtlichen und wirtschaftlichen Bewertung der von Kreditinstituten hereingenommenen Kreditsicherheiten.

## Immobilienbeleihung
Oft wird der Begriff Beleihungsunterlagen auf die Beleihung von Immobilien eingeengt, obwohl er auf alle Arten von Kreditsicherheiten anzuwenden ist.
Kreditinstitute und Bausparkassen vergewissern sich über die zu beleihenden Objekte, indem sie diverse Beleihungsunterlagen verlangen, um die rechtliche, wirtschaftliche und finanzielle Situation des Objekts sowie die persönliche Bonität des Kreditnehmers prüfen zu können.

### Allgemeine Unterlagen
Bei allen Immobilienfinanzierungen sind ein Finanzierungsplan, unbeglaubigter Grundbuchauszug, die Abzeichnung der Flurkarte (mit dem eingezeichneten Gebäude), ein Auszug aus dem Liegenschaftsbuch (Kataster) und der notarielle Grundstückskaufvertrag erforderlich. Soll die Auszahlung bereits vor endgültiger Eintragung der vorgesehenen Grundpfandrechte stattfinden, ist die Rangbescheinigung eines Notars erforderlich, der hierfür eine Belastungsvollmacht benötigt.

### Baugrundstücke
Neben obigen Unterlagen sind erforderlich ein Nachweis über die Höhe der Erschließungskosten, Bestätigung, dass das Grundstück im Bebauungsplan als Bauland ausgewiesen ist, und eine Vorkaufsrechtsverzichtserklärung, wonach das gesetzliche Vorkaufsrecht durch die Kommune nach § 24 Baugesetzbuch (BauGB) nicht ausgeübt wird.

### Bestehende Immobilien
Neben obigen Unterlagen sind zusätzlich erforderlich: Baubeschreibung, Bauzeichnungen, Berechnung des umbauten Raumes sowie der Wohn- und der Nutzfläche, Wirtschaftlichkeitsberechnung (bei vermieteten Objekten), Nachweis der Gebäude- bzw. Feuerversicherung und etwaige Miet-/Pachtverträge.

### Neubauten
Zusätzlich zu den bereits erwähnten Dokumenten sind erforderlich eine Baugenehmigung mit den genehmigten Bauzeichnungen, Aufstellung der Baukosten einschließlich der Baunebenkosten und die Bescheinigung über die Bauabnahme.

## Sonstige Kreditsicherheiten

### Sicherungsabtretung
Einreichung der Nachweise über abzutretende Forderungen (etwa Rechnungskopien bei Forderungen aus Lieferungen und Leistungen; siehe Sicherungsabtretung). Bei Abtretung von Lebensversicherungsansprüchen ist das Original der Lebensversicherungspolice zu übergeben, bei Lohn- und Gehaltsabtretungen der Einkommensnachweis. Sind Forderungen besichert, hat die Bank einen Anspruch auf Herausgabe von Dokumenten zu diesen (akzessorischen) Sicherheiten (§ 401 Abs. 1 BGB). Generell ist die Übergabe der blanko vom Zedenten unterschriebenen Abtretungsanzeigen erforderlich. Bei Abtretung von Sparguthaben ist die Übergabe des Sparbuchs notwendig.

### Sicherungsübereignung
Bei der Sicherungsübereignung von Kraftfahrzeugen ist der Kraftfahrzeugbrief (Zulassungsbescheinigung Teil II) im Original an die Bank nebst Kaufrechnung und Nachweis über eine Teilkaskoversicherung zu übergeben. Die Sicherungsübereignung von Sachgesamtheiten (Warenlagern) erfordert eine Wertermittlung der Mindestbestände des Lagers aufgrund der nachgewiesenen Anschaffungs- oder Herstellungskosten.

### Verpfändung
Wertpapiere: Übergabe der Inhaberpapiere an die Bank oder Depotauszug bei Verpfändung von Wertpapieren bei einem anderen Kreditinstitut. Sparguthaben: Übergabe der Sparbücher.

## Allgemeine Unterlagen
Nicht beleihungsbedingte Unterlagen sind Einkommensnachweise, Einkommensteuerbescheide, Jahresabschlüsse, Ergebnisse der Identitätsfeststellung (bei natürlichen Personen) und Gesellschaftsvertrag/Handelsregisterauszug (bei Unternehmen).